# 松村外志張
松村 外志張（まつむら としはる、1939年9月6日-）は、日本の生命科学研究者・バイオ技術者。理学博士。東京都生まれ。

## 経歴
1958年東京都立日比谷高等学校を卒業、東京大学理学部を経て同大学院理学系研究科へ進むが、1966年中退して東京医科歯科大学医学部助手となる。その後、東京大学医科学研究所助手・助教授となり、スタンフォード大学医学部、英国国立医学研究所(NIMR)遺伝学部門にも留学。この間、蛋白質化学ならびに分子・細胞生物学分野の研究に従事。1973年東京大学より理学博士の学位取得。論文表題は「コラーゲンおよびその他の細胞間高分子物質の構造と機能について」。 
1986年明治乳業（現在の株式会社 明治）ヘルスサイエンス研究所勤務となり、同細胞工学センターで生物工学研究・医薬品開発業務に従事する。2000年よりローマン工業細胞工学センターの役員となり、その後横浜バイオリサーチアンドサプライ（遺伝子組換え治験薬の受託製造ベンチャー企業）の創立に携わり、2009年より同社研究本部長。この間、非営利特定法人HAB研究機構理事（2002-2008年）や、学会・研究所等の倫理委員会委員、政府委員会委員、大学非常勤講師などを兼務する。日本組織培養学会の黎明期からのメンバーで現在は名誉会員。　

## 基礎研究業績
1. 結合組織の生化学。
生体の解体・再構成による生体構造機能解明という視点から、野田春彦（東京大学大学院理学系研究科）・永井 裕（東京医科歯科大学医学部）のもとで結合組織の解体に挑戦。棘皮動物に至って初めて結合組織の解体とコラーゲン細繊維の分離に成功。結合組織構造形成の仕組みとその進化についての知見を得た。
2. 細胞老化。
ヒトの繊維芽細胞を培養するときにその増殖に限界があることを発見し、哺乳動物体細胞の有限増殖性が個体寿命の原因であるとの学説（細胞老化説）を唱えたLeonard Hayflick（スタンフォード大学）のもとで、増殖の限界に達した状態での繊維芽細胞の長期培養に成功し、この時期に増殖期細胞についてよく知られた細胞周期（cell cycle）とは別の生活相（細胞螺旋、cell spiralと仮称）があることを明らかにした。さらに体細胞有限増殖性の原因として、そのDNAメチル化率が減少することが原因であるとする説（老化のDNAメチル化説）を唱えたRobin Holliday（NIMR）のもとで、学説の検証を試みた。増殖有限性であるにもかかわらず、その増殖経過でDNAメチル化率が変化しない条件があることを発見し、本学説を却下した。
3. 体細胞の不死化。
培養細胞の顕微鏡映画撮影技術を発展させた勝田 甫（東京大学医科学研究所）の業績を引き継ぎ、正常ラット由来の肝細胞の増殖培養中にその一部の細胞が増殖性を転換して無制限増殖性の不死化細胞へと変化する経過の顕微鏡映画撮影に初めて成功し、細胞系統図の解析研究から癌の発生初期における不死化過程の動態を明らかにした。

## 開発研究業績
1. 細胞分散酵素Dispase。
合同酒精株式会社研究所の吉川正明らが分離・精製し、酵素特異性を明らかにしたBacillus polymyxa （現名Paenibacillus polymyxa）由来中性プロテアーゼの組織・細胞分散性を解析して、さまざまな新しい利用性を示唆し、この酵素をディスパーゼ（Dispase）と命名した。さらに勝田 甫らとともに日本組織培養学会に研究グループを組織し、その利用性を拡大した。東京大学医科学研究所は本研究にかかわる学術上の優先権を確保するが、特許は合同酒精の出願に任せ、市場供給を促した。Dispaseが長年にわたって研究機関に供給された結果、35年を経過して、本酵素は代表的な組織・細胞分散用の酵素として世界中で汎用されるに至った。特に培養表皮細胞からの人工皮膚の作成、ES細胞ならびにiPS細胞の取扱いに貢献している。
2. ヒト細胞を生産基質とするB型肝炎ワクチンの開発。
明治乳業ヘルスサイエンス研究所率いるバイオ医薬品開発プロジェクトに参画、中道 昇をはじめとする多数の研究員とともにB型肝炎ワクチンの生産技術開発ならびに分子・細胞遺伝学的特性解析を担当して、同ワクチンの上市に貢献した。なお、本ワクチンの生産株はがん研究会癌研究所において、許南 浩らが樹立したhuH-1細胞株を親株とし、小池克郎らが選択したB型肝炎S抗原高生産系統（huGK-14）を出発材料とし、さらに明治乳業開発グループがその生産技術を磨いたもので、純国産のバイオ医薬品となった。

## 研究支援関連業績
1.人体組織の研究分野への提供。
東京大学医科学研究所において、患者ならびに後藤 真（当時東京大学医学部）・石井寿春（当時慶應義塾大学医学部）らとの共同作業によって、成人性早老症患者皮膚組織のコレクションを作成し、国内ならびに米国の細胞老化研究グループへ供給することにより、成人性早老症の原因遺伝子特定に貢献した。明治乳業ヘルスサイエンス研究所において、基礎研究のための臍帯血管内皮細胞コレクションならびに扁桃腺リンパ組織細胞コレクションを作成。これらのコレクション作成の経験が国立小児病院小児医療研究センター絵野沢伸らによる公的な扁桃腺リンパ組織コレクション形成につながった。なお、絵野沢らが中心となって作成した扁桃腺リンパ組織コレクションは、ヒューマンサイエンスラサーチリソースバンク（HSRRB）から広く頒布されて記録的な頒布成績を示した。この間、米国におけるパートナー機関（NDRI）を通じて提供を受けた人体組織について、非営利特定法人HAB研究機構を通じての国内頒布に協力した。
2. 本人治療目的外での人体組織取り扱いに関する倫理規範の研究。
日本組織培養学会活動の一環として、同学会の専門委員会から表記倫理規範を提案し、公表した。厚生労働省厚生科学研究班（宇都木伸班）に参加し、人体に対する我が国と西欧の考え方の相違を分析し、また国際的相互理解のための調和案を提案するなど、倫理規範の研究を継続している。

## 主な編著書
- 松村外志張ほか（共編）『機能細胞の分離と培養』、丸善、1987年。ISBN 4-621-03146-5